# فيرنر ويبر
فيرنر ويبر (بالألمانية: Werner Weber) (و. 1904 – 1976 م) هو محامي، وقاضي، وأستاذ جامعي، من ألمانيا، ولد في فولفرات، كان عضوًا في الحزب النازي، وكان عضوًا في كتيبة العاصفة، توفي في غوتينغن، عن عمر يناهز 72 عاماً.

## التعليم
تعلم في جامعة بون.

## مناصب وهيئات
أدار جامعة لايبتزغ.

## جوائز
حصل على جوائز منها:
- وسام استحقاق جمهورية ألمانيا الاتحادية.

## روابط خارجية
- فيرنر ويبر على موقع مونزينجر (الألمانية)